# Greg Shapiro
Pour les articles homonymes, voir Shapiro.
Greg Shapiro, de son vrai nom Gregory Brian Shapiro, est un producteur de cinéma américain né le 16 décembre 1972 à Los Angeles (Californie).

## Biographie
Au cours de sa troisième année à l'UCLA, Greg Shapiro décide d'abandonner l'université pour devenir l'assistant de Nick Nolte, ils produiront ensemble Simpatico et Investigating Sex en 2001. Son premier film en solo sera Les Lois de l'attraction.

## Filmographie
- 1999 : Simpatico de Matthew Warchus
- 2001 : Investigating Sex d'Alan Rudolph
- 2002 : Les Lois de l'attraction de Roger Avary
- 2004 : Glitterati (en) de Roger Avary
- 2004 : Harold et Kumar chassent le burger de Danny Leiner
- 2005 : Neverwas de Joshua Michael Stern
- 2007 : Rise de Sebastian Gutierrez
- 2008 : Démineurs de Kathryn Bigelow
- 2008 : Harold et Kumar s'évadent de Guantanamo de Jon Hurwitz et Hay Schlossberg
- 2010 : La Conspiration de Robert Redford
- 2011 : Le Joyeux Noël d'Harold et Kumar de Todd Strauss-Schulson
- 2011 : Rhum express de Bruce Robinson
- 2011 : Detachment de Tony Kaye
- 2012 : Zero Dark Thirty de Kathryn Bigelow
- 2013 : The Immigrant de James Gray
- 2015 : Enfant 44 de Daniel Espinosa
- 2018 : Zoe de Drake Doremus
- 2019 : Serenity de Steven Knight
- 2019 : The Professor de Wayne Roberts
- 2025 : A House of Dynamite de Kathryn Bigelow

## Distinctions
- Oscars 2010 : Oscar du meilleur film pour Démineurs, conjointement avec Kathryn Bigelow, Mark Boal et Nicolas Chartier
- BAFTA 2010 : BAFA du meilleur film pour Démineurs, conjointement avec Kathryn Bigelow, Mark Boal et Nicolas Chartier